# Río Bow

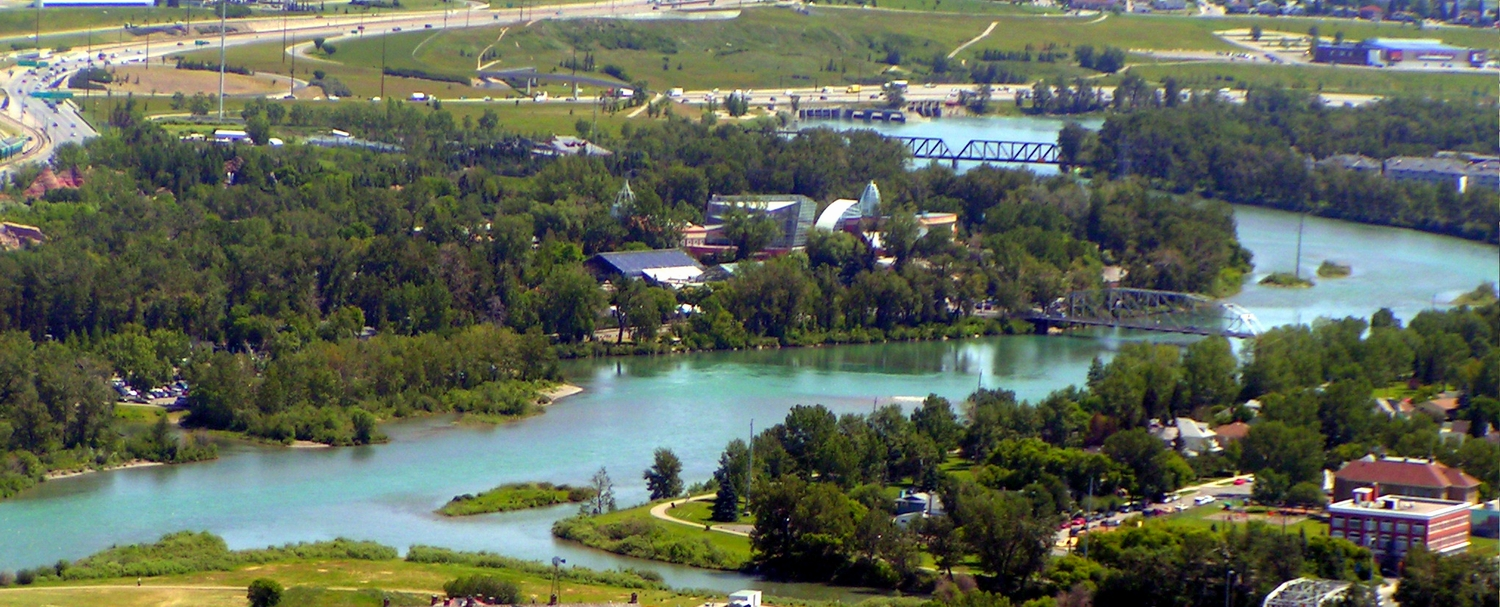
El río Bow en el Zoo de Calgary.

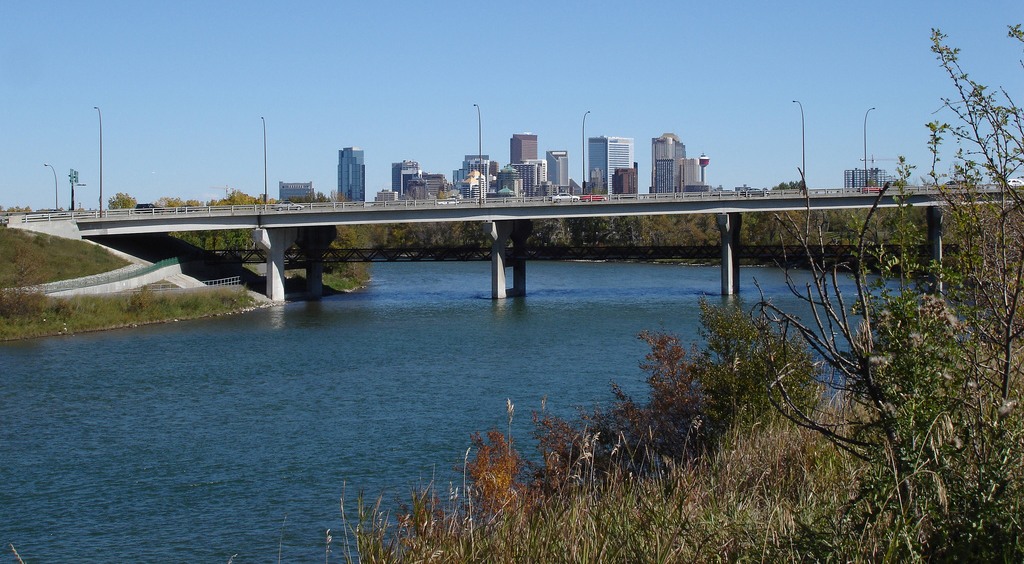
El río Bow en Calgary.

El río Bow (del inglés: Bow River) es un río de la provincia canadiense de Alberta, una de las dos fuentes del río Saskatchewan Sur y la fuente más lejana del río Nelson.
El nombre Bow hace referencia a las cañas que crecen en sus orillas y que utilizaban las First Nations para fabricar sus arcos ("bows" en inglés). El nombre Peigan del río es Makhabn, que significa «río donde crecen las semillas de los arcos».

## Curso del río

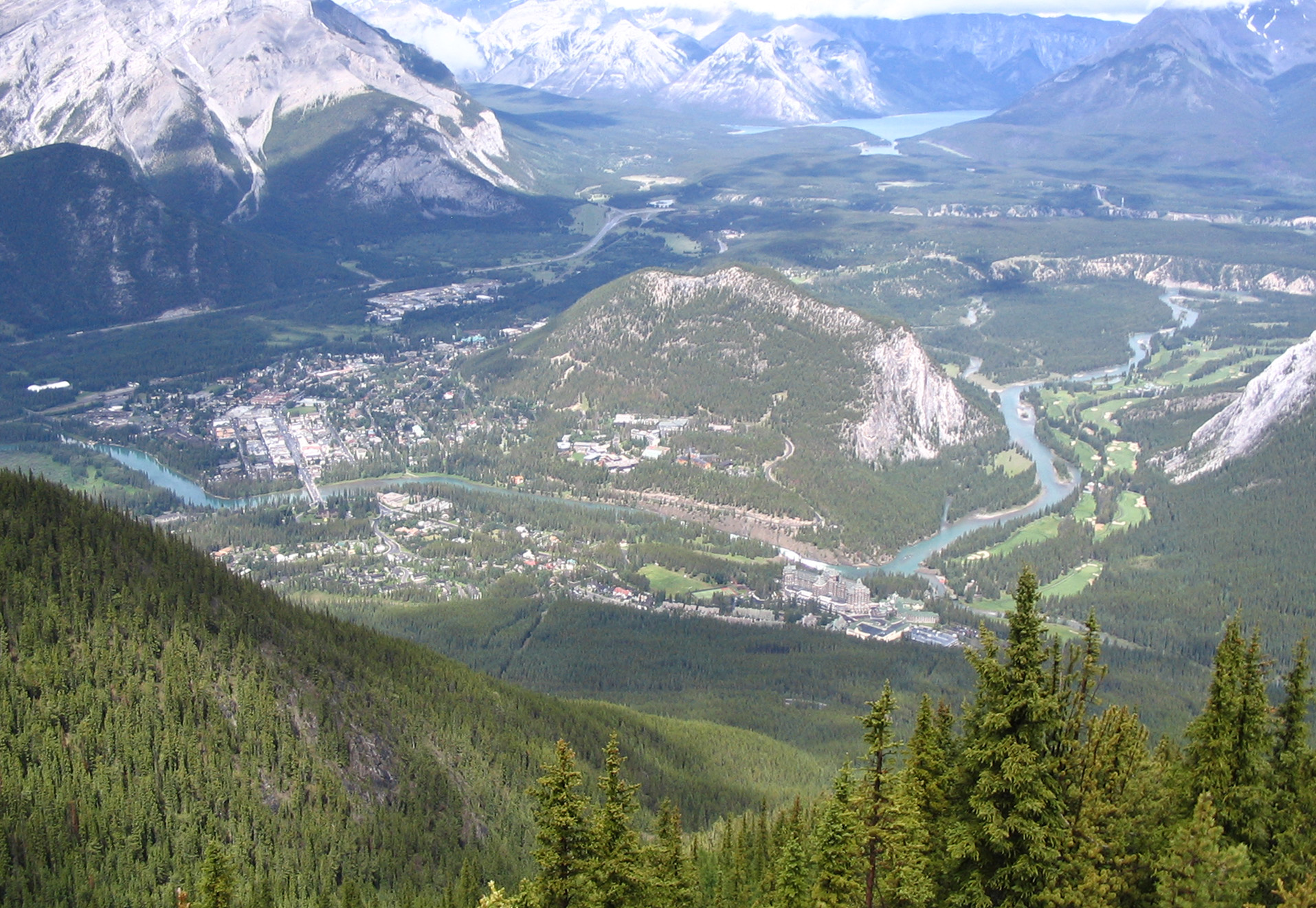
La ciudad de Banff, fotografiada desde la cima de Sulphur Mountain.

La fuente del río está en el glaciar Bow y en el lago Bow, en las Rocosas Canadienses. Atraviesa el parque nacional Banff, para más tarde pasar por las ciudades de Canmore y Calgary; continúa para formar el río Saskatchewan Sur en su confluencia con el río Oldman, cerca del Lago Grassy. Sus aguas vierten en la bahía de Hudson, después de haber pasado por el río Saskatchewan, el lago Winnipeg y el río Nelson.
Entre las ciudades situadas cerca del río, están Lake Louise, Banff, Canmore, Cochrane, Calgary y Arrowwood.
El río Bow tiene una longitud total de 587 km y un área de drenaje de 26.200 km².

## Conservación y desarrollo
Este río es una importante fuente de agua potable, pero también se usa para la irrigación y para la generación de energía hidroeléctrica. Constituye además un importante refugio para la fauna y un lugar de ocio donde se puede pescar y navegar. En el mismo curso del río se encuentran las Bow Falls, cerca de Banff. El Parque Provincial Bow Valley se creó en torno al Valle del Bow (Bow Valley) y forma parte del sistema de parques de Kananaskis.

### Pesca
El río Bow es mundialmente conocido como un lugar de pesca de la trucha, pues numerosas especies de este pez pueblan el río. Esta gran población se originó debido a un accidente ocurrido en 1925, cuando un camión que transportaba truchas vivas destinadas a la cría tuvo una avería cerca del río. El conductor, antes que ver morir todo su cargamento, liberó aproximadamente 45.000 truchas al río. Estas se adaptaron perfectamente al nuevo hábitat y hoy generan importantes ingresos vinculados a la pesca deportiva.

## Afluentes
Sus principales afluentes son:
- arroyo Johnston
- río Spray
- río Cascade
- río Kananaskis, de 74 km;
- río Ghost
- arroyo Jumpingpound
- río Elbow, de 120 km;
- arroyo Fish
- río Highwood
- arroyo West Arrowwood
- arroyo Crowfoot
- arroyo Newell
- arroyo Divide